# Diversidad sexual en Baréin
En Baréin las personas LGBT se enfrentan a fuertes discriminaciones por personas no LGBT, pero Baréin legalizó la homosexualidad en 1976, siendo el único país de Oriente Medio junto con Israel y Jordania que no la persigue. También ha reconocido el derecho al cambio de sexo.
Sin embargo, no está permitido expresarla en público y se han llegado a reportar casos en los que la policía ha irrumpido en lugares privados para detener o impedir celebraciones de personas del colectivo LGBT.
Según datos del año 2010, diez travestis fueron detenidos en la vía pública acusados de promocionar el libertinaje.
En 2015, Baréin anunció que prohibiría el ingreso de homosexuales extranjeros al país y que lanzaría un programa para detectar precozmente la homosexualidad en niños menores de edad.
También se ha llegado a prohibir la emisión de películas por presuntamente promover la homosexualidad o contener escenas presuntamente homosexuales.

## Opinión pública
La mayoría de la población está en contra de la homosexualidad, ya que no la ve compatible con el Corán. Esto, unido al conservadurismo de la población y del gobierno, ha contribuido a que no esté bien vista, y ha llevado al colectivo LGBT a no poder expresar su orientación sexual en público.